# الکساندر باربوزا
الکساندر باربوزا (اسپانیایی: Alexander Barboza‎؛ زاده ۱۶ مارس ۱۹۹۵) بازیکن فوتبال اهل آرژانتین است که در پست مدافع میانی برای باشگاه بوتافوگو در سری برزیل بازی می‌کند.